# Sigara trilineata
Sigara trilineata är en insektsart som först beskrevs av Léon Abel Provancher 1872.  Sigara trilineata ingår i släktet Sigara och familjen buksimmare. Inga underarter finns listade i Catalogue of Life.